# Tanytarsus littoralis
Tanytarsus littoralis är en tvåvingeart som beskrevs av Jean-Jacques Kieffer 1925. Tanytarsus littoralis ingår i släktet Tanytarsus och familjen fjädermyggor.
Artens utbredningsområde är Tyskland. Inga underarter finns listade i Catalogue of Life.